# Apatura fasciola
Apatura fasciola är en fjärilsart som beskrevs av John Henry Leech 1890. Apatura fasciola ingår i släktet Apatura och familjen praktfjärilar. Inga underarter finns listade i Catalogue of Life.